# Thundorf
Thundorf (toponimo tedesco; [ˈtuːndɔrf], localmente [ˈtuəndɔrfː] o [ˈtuəndərəfː]) è un comune svizzero di 1 459 abitanti del Canton Turgovia, nel distretto di Frauenfeld.

## Geografia fisica
Thundorf è situato ai piedi del Wellenberg, a est della città di Frauenfeld.

## Origini del nome
Il nome Thundorf, già Tuomsdorof (<*tuomesdorf), è composto dal genitivo dell'antroponimo alto tedesco antico Duomo (*Tuomo) e dal sostantivo dorf‚ "casale, podere, villaggio".

## Storia
Thundorf è menzionato per la prima volta nell'888 come Tuomsdorof; nel 1995 ha inglobato i comuni soppressi di Lustdorf e Wetzikon.

### Simboli
La blasonatura dello stemma è «di rosso alla fascia d'argento accompagnata da tre stelle de sei punte d'argento (2, 1)».

## Monumenti e luoghi d'interesse

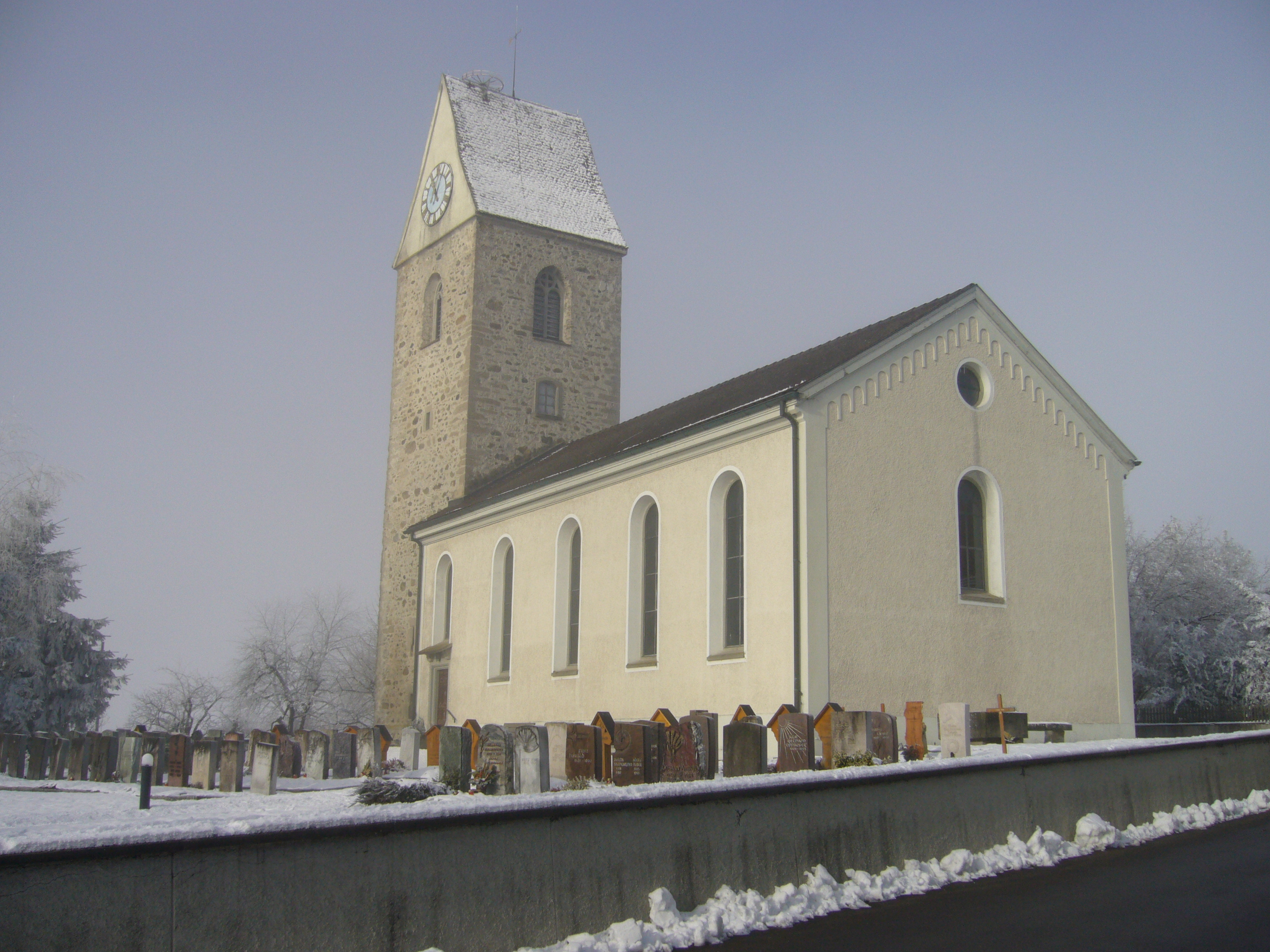
La chiesa di Lustdorf

- Chiesa di Kirchberg, attestata dal 1275[2];
- Chiesa di Lustdorf, attestata dal 1275[2].

## Società

### Evoluzione demografica
L'evoluzione demografica è riportata nella seguente tabella:
Abitanti censiti

## Geografia antropica

### Frazioni

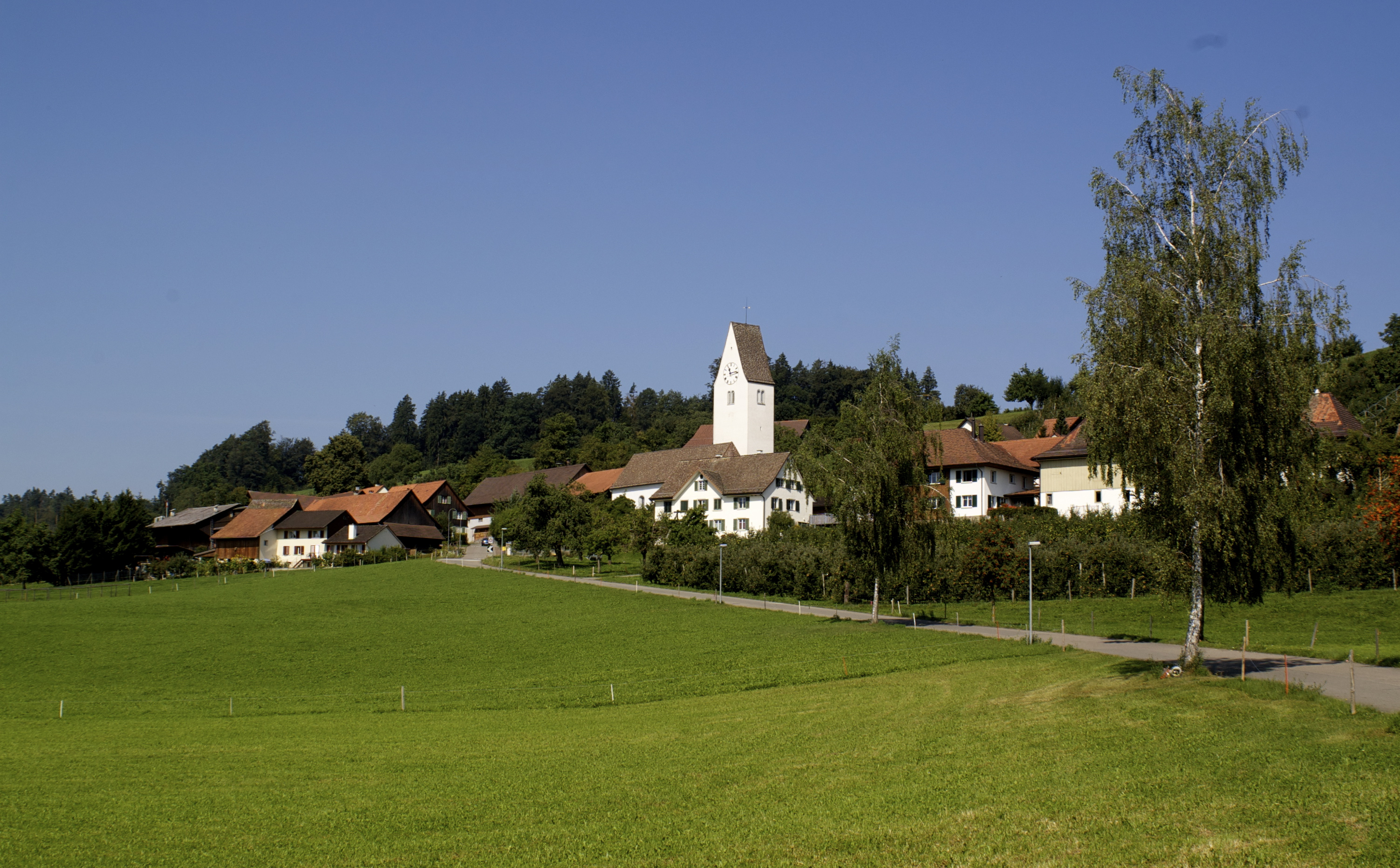
Kirchberg

- Aufhofen
- Kirchberg
- Lustdorf[4]
  - Grub
  - Held
  - Hessenbohl
- Rüti
- Wetzikon

## Infrastrutture e trasporti
Thundorf è collegato a Frauenfeld da un servizio di autobus.

## Amministrazione
Ogni famiglia originaria del luogo fa parte del cosiddetto comune patriziale e ha la responsabilità della manutenzione di ogni bene ricadente all'interno dei confini del comune.